# Vall del Ges

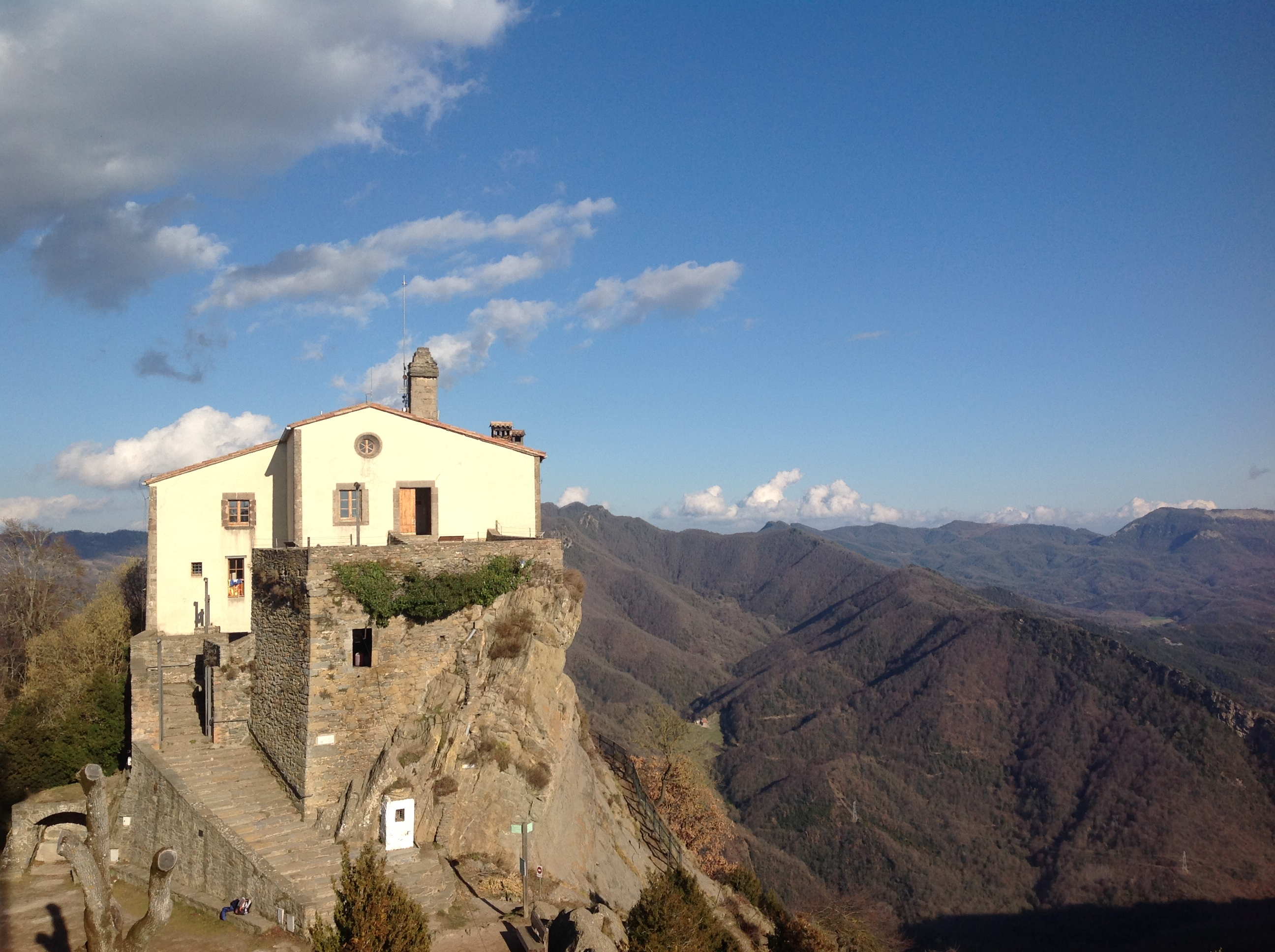
El santuari de Bellmunt

La Vall del Ges és una vall situada al nord de la comarca d'Osona, dins la subcomarca de la Plana de Vic, i la tanca la Serra de Bellmunt. S'hi troba el Santuari de la Mare de Déu de Bellmunt, situat a 1.246 metres d'altitud. Aquesta Vall està constituïda per tres municipis: Torelló, Sant Pere de Torelló i Sant Vicenç de Torelló; i antigament per un quart: la Vola

## La Vall
El riu Ges neix a Ciuret (Vidrà), al bell mig del Prepirineu, i travessa l'estreta vall del Forat Micó per a obrir-se i donar pas a la vall del Ges; finalment desemboca al riu Ter a Torelló.

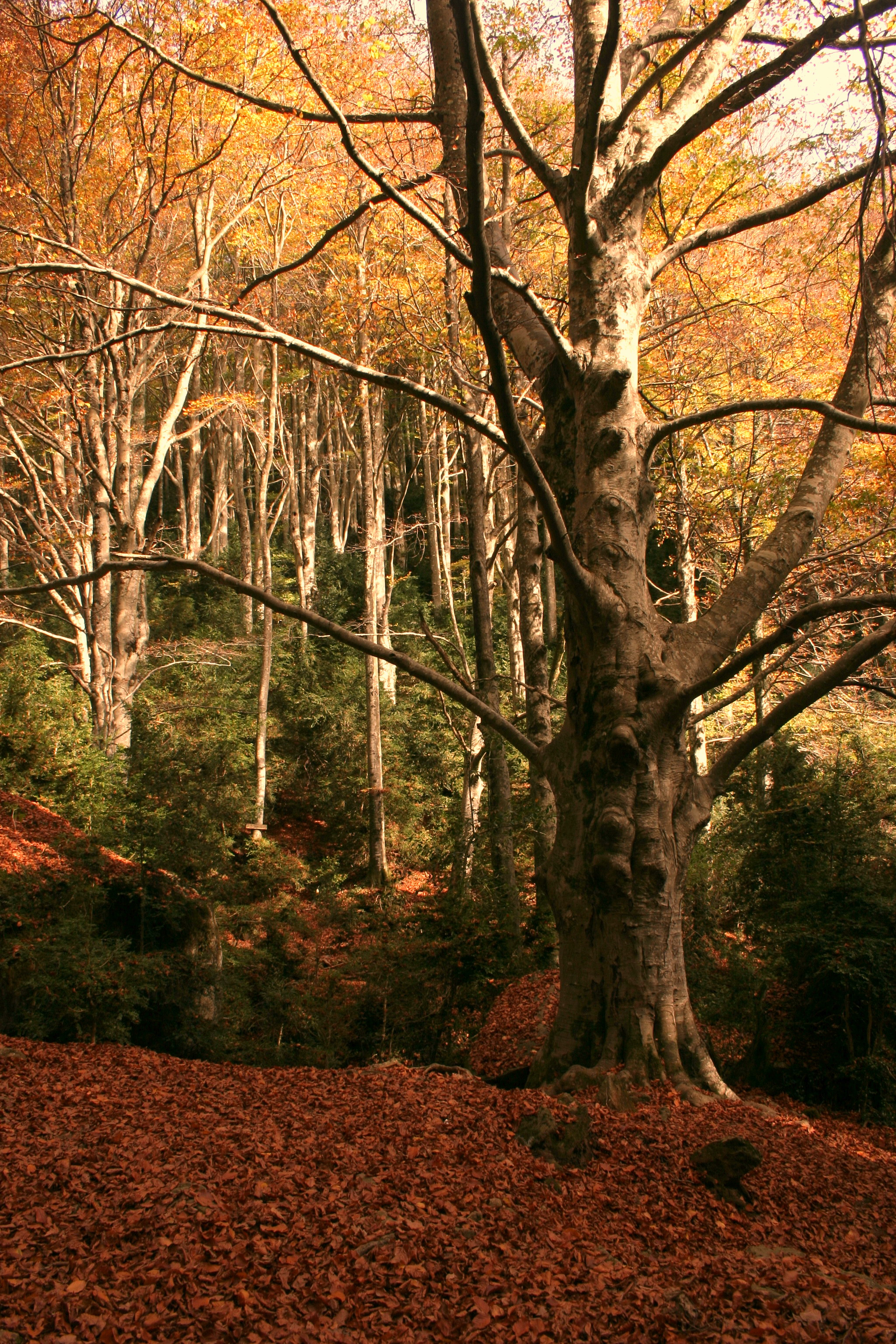
Fageda de la Grevolosa

### Vegetació
La presència de boscos és un dels principals atractius de la Vall del Ges. Destaca la presència de boscos caducifolis, en especial la fageda, a la part nord de la Serra de Bellmunt, Serra de Llancers i Cabrera. Aquests indrets, solcats per antics camins rals i de difícil accés, n'han permès la conservació, tot i que tradicionalment s'ha explotat aquest bosc per a l'obtenció de fusta de faig o d'altres espècies arbòries similars. La fageda més coneguda de la Vall del Ges és la Grevolosa, constituïda en una vall de difícil accés, molt a prop del coll de Barcons i a l'ermita barroca de Sant Nazari, amb uns roures i boixos espectaculars. Diversos faigs catalogats com a arbres monumentals de Catalunya.
També trobem el domini de la roureda al fons de la Plana de Vic i per sobre de l'alzinar a la cara sud de Bellmunt. La presència de roures a la plana, molt malmesa a causa de l'ocupació del terreny per camps de conreu es deu a la inversió tèrmica. L'aparició en alçada per damunt de l'alzinar és fruit de la major humitat i menor temperatura que hi ha en alçada. Sovint, però, l'alzinar i la roureda formen un bosc mixt (castell de Torelló). L'alzinar domina a la part més baixa de la serra de Bellmunt, és el bosc més abundant als tres municipis de la Vall de Torelló. Aquest bosc tradicionalment s'ha aprofitat per a l'obtenció de carbó vegetal i fusta, i avui s'aprofita per a obtenir llenya.
Resta encara una altra formació arbòria destacable, el bosc de ribera. Una mena de vegetació distribuïda en forma tubular, vista de l'aire, ens indica el curs d'un rierol. A la Vall del Ges ha desaparegut, en part, per la plantació de pollancredes o espècies similars. Però també hi predominen el vern, l'arç, l'om, el bedoll, el plàtan, el trèmol, l'avellaner, el freixe o la sarga i matolls o plantes com ara el boix, l'heura, l'esbarzer, l'arç, el lliri groc i la boga.

### Fauna
El predomini de prats i de grans boscos afavoreix la presència de molts animals i ocells. En les fagedes, rouredes, alzinars o vora dels rius trobem mamífers com ara el porc senglar, la guineu, el teixó, el cérvol comú, el cabirol, la llebre de bosc, el ratpenat, el ratolí de bosc, el ratolí mediterrani o la rata comuna. També hi trobem el gat mesquer, que és en perill d'extinció, protegit per les administracions.
Trobem també rèptils com ara la serp de collaret, l'escurçó pirinenc, la serp verda i el vidriol, i amfibis com ara la salamandra, la granota verda, el tòtil, el gripau, la granoteta de punts, la granota roja, etc. I als rius i rieres també podem trobar la serp d'aigua, la rata d'aigua, la mesquera, la musaranya d'aigua, la truita de riu, el barb de muntanya i espècies invasores com la carpa, el silur, el peix gat, la perca i la truita de rierol. Pel que fa als ocells, podem trobar-hi el bernat pescaire, l'agró blanc, la xivitona, el martinet blanc, el blauet, l'ànec coll verd, l'espulgabous...
En els boscos o prats hi ha pit-roigs, picots i oriols.